# Aino Kallio
Aino Kallio eller Moskovan Tiltu ("Moskvas Tiltu"), född 1903 i Tavastehus, var en finlandsfödd sovjetisk radioprogramledare, som under vinter- och fortsättningskrigen spred sovjetisk propaganda till de finländska soldaterna.
För de sovjetiska soldaterna vid fronten hotade allvarliga påföljder om dessa lyssnade till finländsk propaganda, men för de finländska soldaterna var det lovligt att lyssna till sovjetisk propaganda. Den kanske mest kända propagandastationen var Moskovan Tiltu. 